# PL/SQL
Procedural Language/SQL (PL/SQL) är Oracles utökning av det vanliga frågespråket SQL. Utökningen innebär att man i språket kan använda vanliga programmeringsfunktioner som t.ex. "if-else"-satser, iterationshantering, felhantering osv. Med PL/SQL kan man bygga funktioner och procedurer. Flera relaterade funktioner och procedurer kan grupperas till paket.
PL/SQL kan även användas för att bygga Web Services.
Rent syntaxmässigt påminner PL/SQL om Pascal (programspråk).